# 씨드 (영화)
씨드(Seed)는 캐나다에서 제작된 우베 볼 감독의 2007년 공포, 스릴러 영화이다. 윌 샌더슨 등이 주연으로 출연하였고 댄 클락 등이 제작에 참여하였다.

## 출연

### 주연
- 윌 샌더슨
- 랄프 모엘러

### 조연
- 마이클 파레
- 조델 퍼랜드
- 앤드류 잭슨
- 마이클 에크런드

## 제작진
- 미술: 팅크
- 의상: 마리아 리빙스톤
- Ass-PD: 조나단 쇼어